# Silvester von Schaumberg

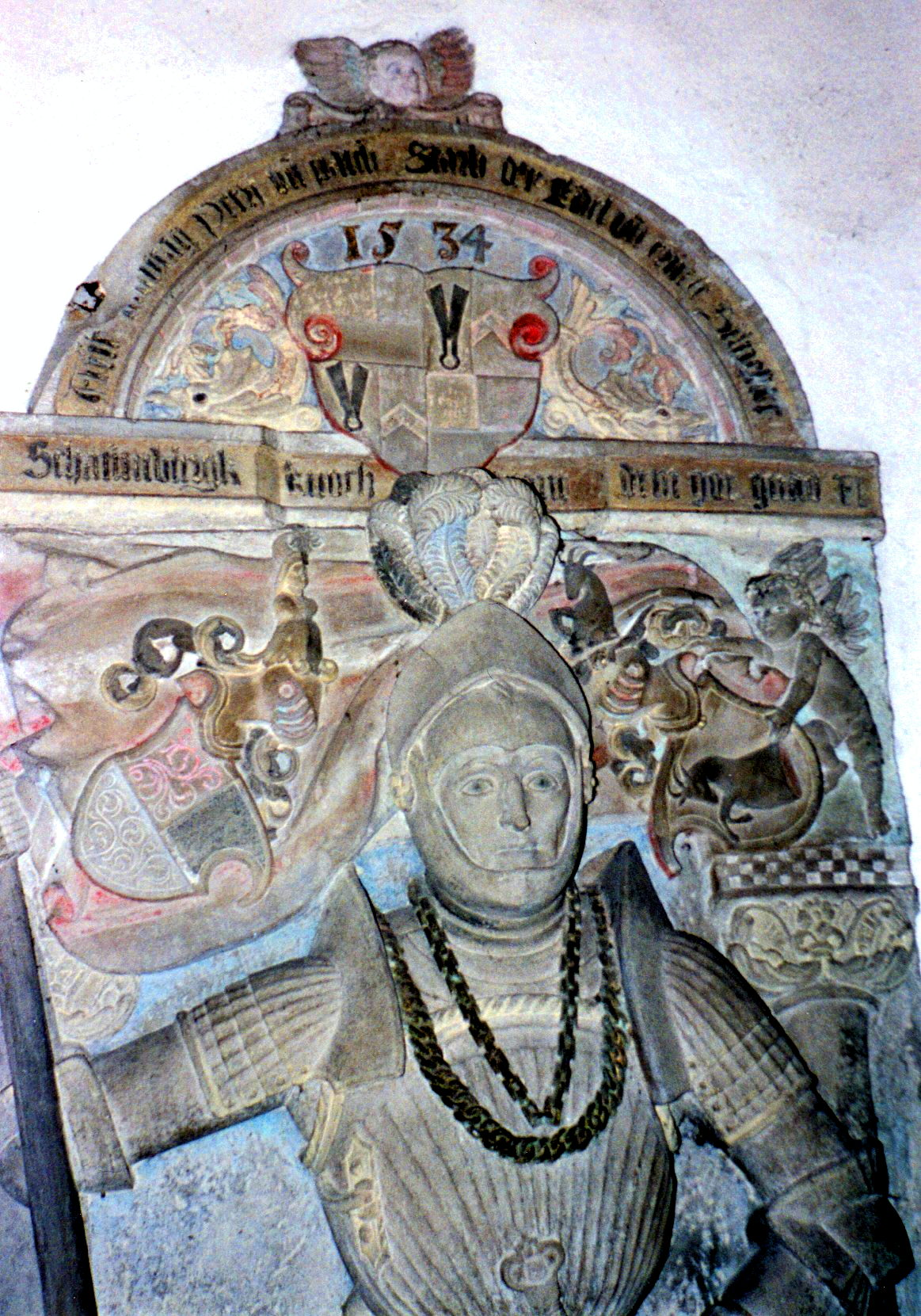
Epitaph des Silvester von Schaumberg in der Kirche St. Maria Magdalena in Münnerstadt

Silvester von Schaumberg, auch Sylvester Knoch (* zwischen 1466 und 1471; † 29. Juni 1534) war Reichsritter und Amtmann von Münnerstadt, Veldenstein und Parkstein. Er war ein frühzeitiger Unterstützer von Martin Luther.

## Herkunft und Erziehung
Silvester stammte aus der Familie von Schaumberg. Die Ehneser Linie, der er angehörte, trug den Beinamen Knoch. Sein Vater war Simon von Schaumberg, seine Mutter Kunigunde Gotzmann von Thurn. Er hatte mindestens sieben Geschwister. Frühere Genealogen, wie Salver oder Johann Gottfried Biedermann, ordnen Silvester gänzlich falsch ein. Seine Geburt lässt sich aufgrund der späteren Quellenlage auf den Zeitraum zwischen 1466 und 1471 festlegen. Eine umfassende Bildung hat Silvester nicht erhalten, seine Schriftstücke verfasste er in einfacher deutscher Sprache, nicht wie z. B. der gebildete Zeitgenosse Sebastian von Rotenhan in Latein. Dennoch zeigte er ein hohes Interesse und Engagement bezüglich der religiösen Fragen dieser Zeit. Humanistisches Gedankengut war ihm nicht vertraut. Seine Entscheidungen waren von einem Rechtsbewusstsein, das sich mit dem Fehdewesen von heutigen Vorstellungen deutlich unterscheidet, geprägt, und er grenzte sich vom Raubrittertum ab.

## Ganerbenburg Rothenberg
Er wurde als würdig erachtet, sich mit einem Besitzanteil in die Ganerbengemeinschaft der Burg Rothenberg einzukaufen. Diese bot aufgrund des Bündnissystems der vielen Bewohner und deren Familien im Umfeld sowie der Grenzsituation verschiedener Territorialstaaten weitgehende Autonomie für die örtliche Ritterschaft. Ende des 15. Jahrhunderts befanden sich 44 Parteien in der Burg, die sich in Gefahrensituationen beistanden, später stieg die Zahl weiter an.
In der Zeit der Bamberger Bischöfe Heinrich III. Groß von Trockau und Veit I. Truchseß von Pommersfelden führte er mehrfach Fehden gegen das Hochstift Bamberg. Silvester hielt sich zwar an die korrekte Vorgehensweise einer Fehde, da sie mit der Durchsetzung berechtigter Forderungen begründet waren und vorher der Gegenseite angekündigt wurden, er verstieß aber gegen das Gebot des Landfriedens und so geriet er zuerst 1493 in die Acht. Solche Fehden bestanden aus Einfällen von Reitertrupps in gegnerische Dörfer, die geplündert wurden und deren Bewohner als Untertanen des Bischofs als Geiseln genommen oder getötet wurden. Davon betroffen war 1493 das Dorf Welitsch, einer der Unterzeichner des betreffenden Fehdebriefes war Konrad Schott von Schottenstein. 1501 war das Dorf Leutenbach ein Ziel. Die bischöflichen Truppen reagierten und verwüsteten 1502 das Dorf Schnaittach. In der Folgezeit waren beide Seiten um Verhandlungen bemüht und die Beziehungen entspannten sich.

## Fürstendienste
Mit dem Tod seines Vaters erbte Silvester Besitz in Münnerstadt, wo seine Mutter als Witwe verblieb und er sich dort in hennebergische Dienste begab. Im Landshuter Erbfolgekrieg ergriff er Partei für Ruprecht von der Pfalz. Die fränkische Ritterschaft kämpfte in diesem Krieg auf beiden Seiten. Der kampferfahrene Wilwolt von Schaumberg befand sich ebenfalls auf Seiten Ruprechts. Wie andere namhafte Anhänger Ruprechts wurde auch Silvester zu Kriegsbeginn geächtet, dies wurde am Ende der Auseinandersetzung wieder aufgehoben.

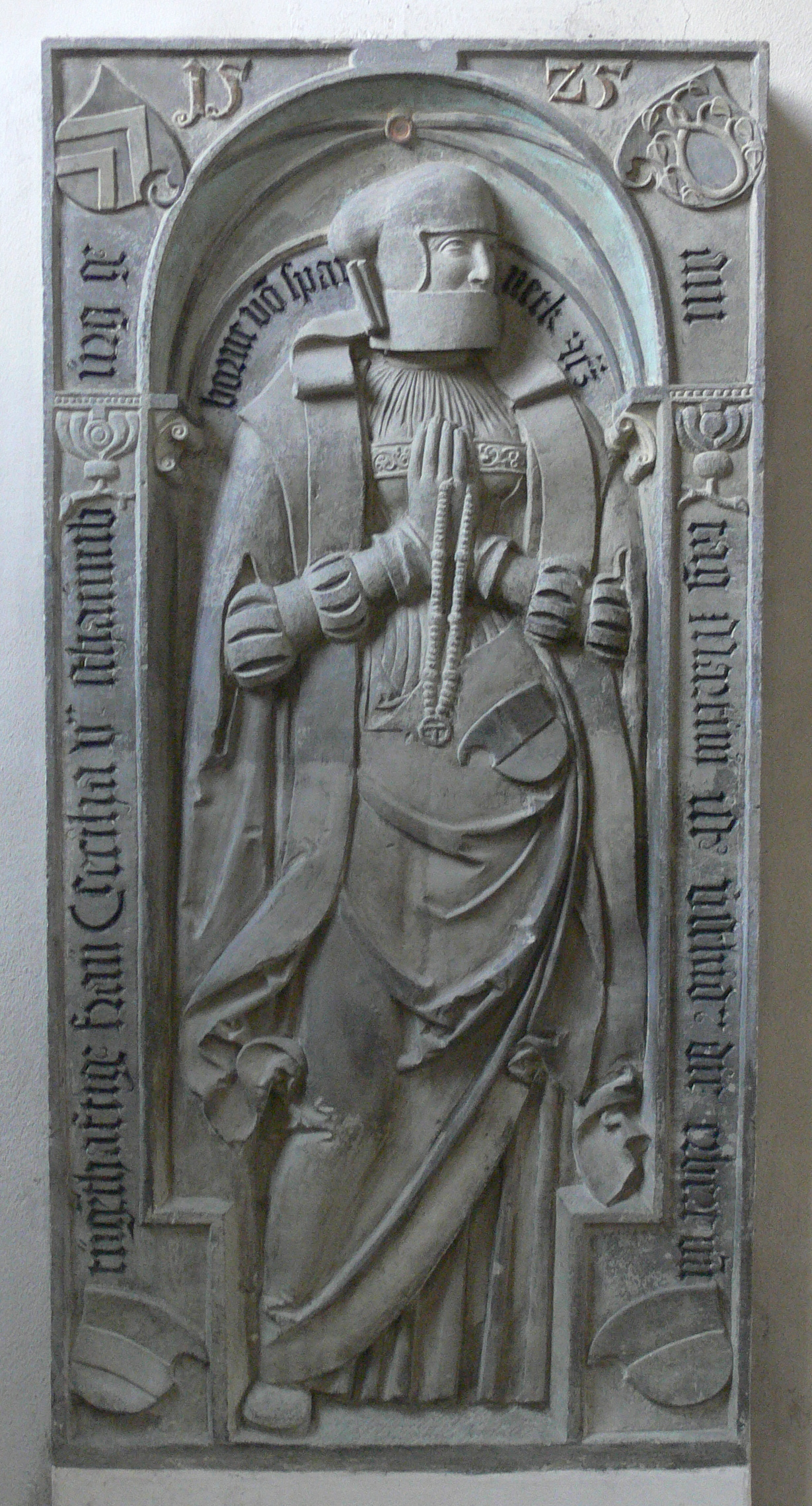
Epitaph von Cecilia, geborene von Sparneck

Silvester heiratete Cecilia († 11. November 1525), eine geborene von Sparneck. Sie stammte aus der Weißdorfer Linie des Geschlechts und war eine Tochter von Christoph von Sparneck und Elisabeth, einer geborenen Seckendorf-Rinhofen. Acht Kinder überlebten ihre Eltern. Ambros († vor 1536) nahm als Ältester mit seinem Vater am Türkenfeldzug teil. Karl († 1578) war Amtmann zu Wildberg. Wolf Dietrich († 1536) war ein Bamberger und Würzburger Domherr, er wurde erstochen.

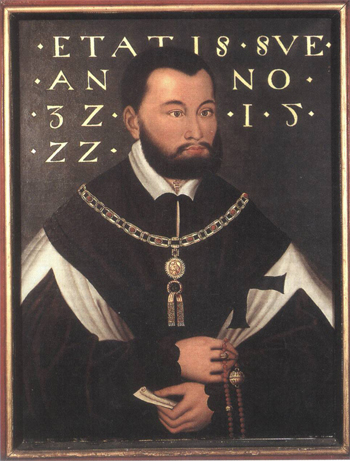
Albrecht von Brandenburg-Ansbach, letzter Hochmeister des Deutschen Ordens

Das Vermächtnis des Vaters von Silvester reichte für ein standesgemäßes Leben nicht aus, die Einnahmen aus seinen verstreuten Besitzungen setzten sich zum Teil nur aus Kleinstbeträgen zusammen. Aus diesem Grund begab er sich in fürstliche Dienste, zunächst als hennbergischer Amtmann in Münnerstadt, als Amtmann von Pfalz-Neuburg auf der Burg Parkstein und als bambergischer Amtmann von Veldenstein. Mit Veldenstein war er für eine Grenzregion zuständig, die sich in unmittelbarer Nähe zur Rothenburg befand. Dieser war er nach wie vor als einer von vielen Besitzern verbunden und damit immer noch Garant im Falle einer Bedrohung. Andererseits wird auch deutlich, dass die Phase der Fehden gegen bambergischen Besitz als abgeschlossen galt und keinerlei Nachwirkungen geblieben waren, dies entsprach dem damaligen Verständnis des Fehdewesens. Außerdem lag sein väterliches Erbe auch im bambergischen Raum. Er bekleidete die jeweiligen Ämter immer nur wenige Jahre, was der Handhabung der Zeit entsprach.
In Münnerstadt knüpfte er an seine vorausgehende Schaffenszeit an und gewann über mehrere Jahre in seiner Funktion als Amtmann an Bedeutung. Er genoss das Vertrauen der Henneberger, insbesondere seines Dienstherrn Wilhelm von Henneberg. Er war beteiligt an der Aushandlung des Burgfriedens mit Würzburg, dem Münnerstadt zur Hälfte gehörte und nahm teil an Vertragsverhandlungen mit Sachsen bezüglich strittiger Gebiete. Sein Amt erlaubte ihm offenbar auch die Freiheit, ausgiebig persönlichen Interessen nachzugehen und sich zeitweise aus der Stadt zu entfernen. Nur während seiner längeren Abwesenheit 1518 wurde vorübergehend Jörg von Bibra als Amtmann eingesetzt. Silvester hatte sich dem letzten Hochmeister des Deutschen Ordens Albrecht angeschlossen, dessen Feldzug ihn bis zur erfolglosen Belagerung von Danzig führte. Er beteiligte sich anschließend an den Anstrengungen des dänischen Königs Christian II., der 1523 aus seinem Land vertrieben worden war und mit Hilfe seiner Bündnispartner zurück auf den Thron strebte. Die angesammelten Truppen Albrechts verliefen sich aber schon in Coburg und Erfurt aufgrund fehlender Finanzmittel und Silvester, der die Bereitstellung von 30 Pferden geltend machte, wurde vom Bruder Albrechts, dem Markgrafen Kasimir 1527 abgefunden, dem offenbar an einem guten Verhältnis zu Silvester gelegen war.

## Bewegung des Ritterstandes
Silvester engagierte sich auch für seinen eigenen Stand. Der Niedergang des Ritterstandes hatte viele Gründe und war letztlich nicht aufzuhalten. 1515 war Silvester mit neun Reitern ausgezogen, als die Ermordung des Hans von Hutten Empörung in Kreisen der Ritterschaft auslöste, aber die kampfbereite Gruppe löste sich wieder auf, bevor es zu Auseinandersetzungen kam. Das Scheitern des Ritterkrieges, verbunden mit dem Tod Franz von Sickingens und die Strafexpedition des Schwäbischen Bundes im Fränkischen Krieg machten um 1523 die Vorstellungen vieler Ritter zunichte, ihrem Stand eine neue Bedeutung zu verleihen.
Die Ritter versuchten durch die Organisation in Ritterkantonen an Geschlossenheit zu gewinnen und sich politischen Einfluss gegenüber den Territorialstaaten aufzubauen. In diesem Zusammenhang war Silvester einer der Räte von Moritz Marschall von Ostheim, dem Hauptmann des Kantons Rhön-Werra. Eine weitere Entwicklung waren die Einungen, in denen sich Ritter in sittlichen Fragen positionierten. Auch religiöse Themen hatten dort ihren Platz. Im Januar 1523 waren in Schweinfurt über 400 fränkische Adelige als Einungsadel zusammengekommen, aber zu groß waren die Meinungsunterschiede, um sich auf ein gemeinsames Handeln zu verständigen.
Weite Teile der fränkischen Ritterschaft hatten bereits sehr frühzeitig Sympathien für die Kritik Martin Luthers und sahen in ihm einen Hoffnungsträger. Erst sekundär ergab sich für einige eine Verbindung mit politischen Folgerungen. Wie die berühmten Ritter Ulrich von Hutten und Franz von Sickingen war Silvester ein Freund und Unterstützer von Martin Luther. Er ließ seinen ältesten Sohn Ambrosius an der Universität Wittenberg studieren. In einem Schreiben an Luther drückte er seine Sorge um dessen Sicherheit in Wittenberg aus und bot ihm Schutz im fränkischen Raum an. Für die Region um Münnerstadt und die Schaumberger Herrschaft Thundorf, die Silvester für seine Verwandten verwaltete und dort als Gründer einer Ritterschule angenommen wird, hat er den Gedanken der Reformation gefördert, soweit es seine Position gegenüber seinem Dienstherrn zuließ. In den Bistümern Würzburg und Bamberg gingen die Kirchenfürsten zunächst sehr offen mit dem neuen Gedankengut um, Lorenz von Bibra und Georg III. Schenk von Limpurg ließen viele Neuerungen zu, erst unter deren Nachfolgern verschärften sich die Gegensätze. Einige Fürsten, wie z. B. der Markgraf Kasimir, machten sich die Lage zunutze und verfolgten mit der Auflösung von Klöstern eine Stärkung der eigenen Position innerhalb ihres Machtbereichs.

## Bauernkrieg

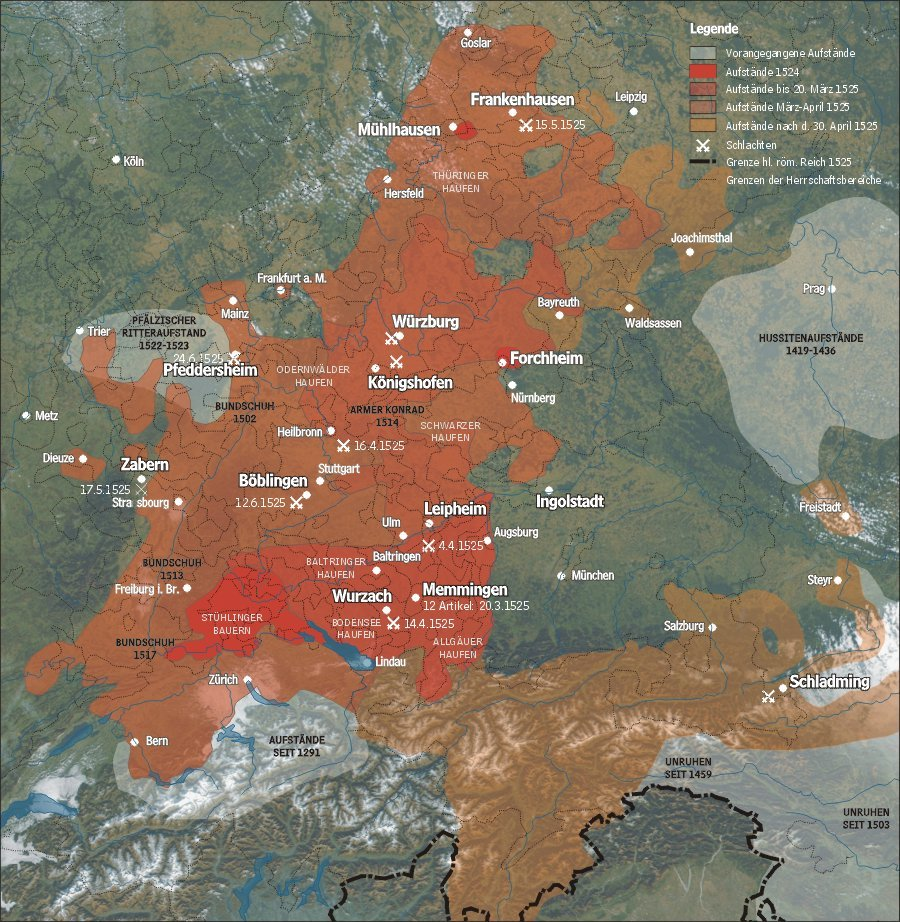
Ausbreitung des Bauernkrieges

Aufgrund von Besitzerwerbungen in Münnerstadt und seiner Tätigkeit als hennebergischer Amtmann gelangte Silvester in die Dienste des Hochstifts Würzburg. Es gibt noch weitere Hinweise darauf, dass Silvesters Hinwendung zur Reformation keinen vollständigen Bruch mit den bestehenden politischen und religiösen Strukturen bedeutete. Beim Ausbruch des Bauernkriegs folgte er dem Ruf des Bischofs zum Beistand sofort. Er war Teil einer Abordnung, die der Bischof aussandte, um mit den heranziehenden Bauern aus Richtung Tauberfranken zu verhandeln. Die Abordnung setzte sich aus dem würzburgischen Hofmeister Sebastian von Rotenhan als Anführer und Sprecher, Marschall Heintz Truchseß, Kunz von Rosenberg und zwei Gesandten der Ritterschaft zusammen, neben Silvester war dies Graf Wolfgang von Castell. Die Verhandlungen mit den Bauernhauptleuten verliefen ergebnislos. Im Bistum bildeten sich weitere Gruppen von Bauern, die sich dem Aufstand anschlossen. Im Raum von Münnerstadt wurde Anfang April 1525 das Kloster Bildhausen von Münnerstädter Bürgern und Bauern, dem „Bildhäuser Haufen“, gestürmt. Am 12. April schlugen Bauern dort ein befestigtes Lager auf, während ein anderer Trupp das Kloster Münnerstadt und das Haus des Deutschen Ordens einnahm. Auch das Haus Silvesters wurde geplündert. Cecilia verstarb noch im gleichen Jahr.

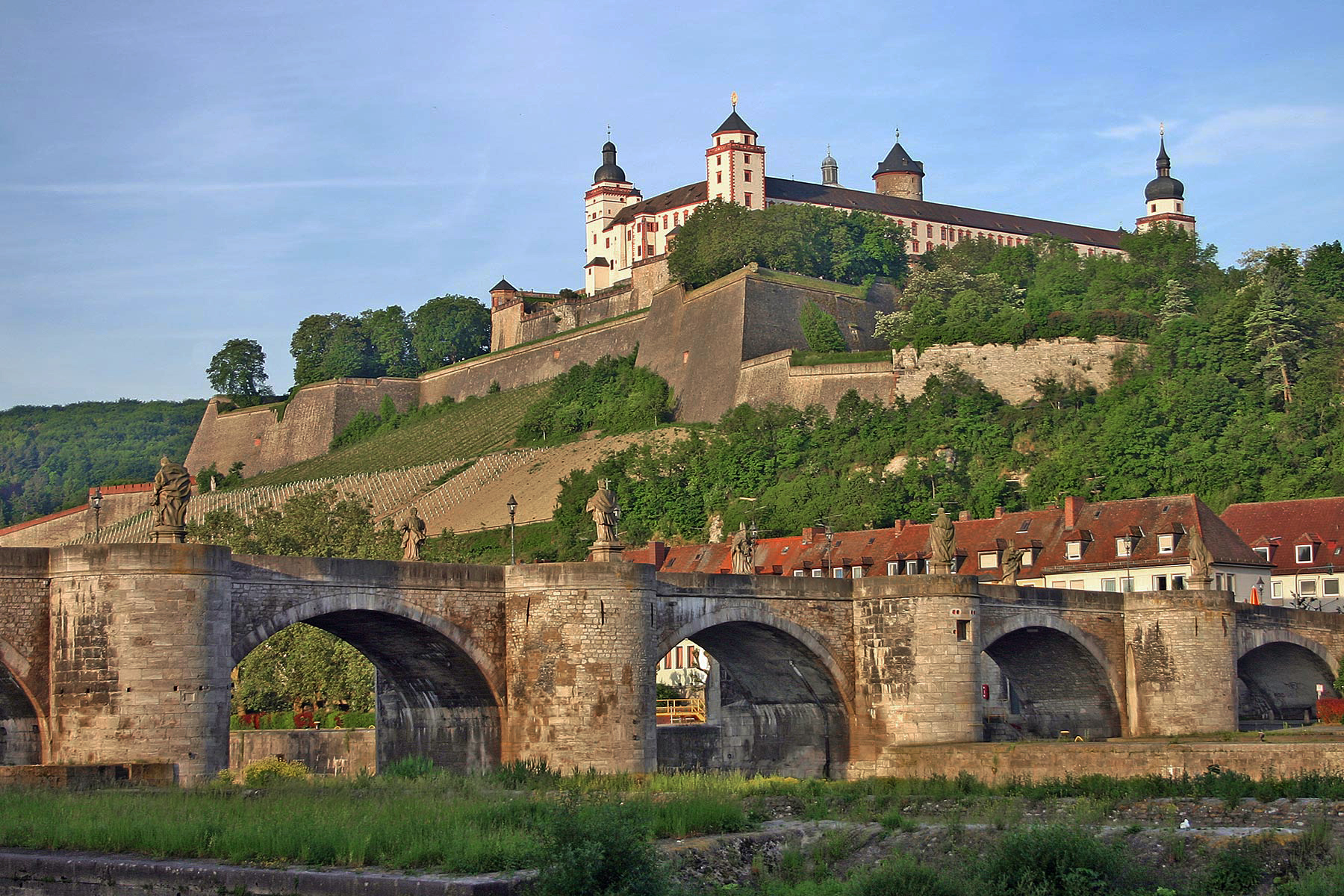
Die Festung Marienberg heute

Silvester war mit einer Truppe Reiter als Kundschafter eingesetzt, die den anrückenden „Schwarzen Haufen“ unter Florian Geyer beobachten sollte. Der Haufen vereinigte sich mit dem „Hellen Haufen“ unter Götz von Berlichingen und rückte in Richtung Würzburg vor. Während sich die Stadt den Aufständischen anschloss und Bischof Konrad II. von Thüngen kurz vor dem Eintreffen der Bauern floh, war eine verhältnismäßig kleine Abordnung mit der Verteidigung der Festung Marienberg betraut worden. Silvester war dem Festungskommandanten, dem Markgrafen Friedrich von Brandenburg-Ansbach beigestellt. Verhandlungen mit den Aufständischen, an denen er teilnahm, verliefen ergebnislos. Der Sturm der Festung scheiterte für die Bauern unter hohen Verlusten. Die Lage änderte sich entscheidend, als sowohl der Bischof mit Truppen anrückte und auch das Heer des Schwäbischen Bundes sich näherte. Der Bauernkrieg wurde wenig später völlig niedergeschlagen. Die Geschehnisse des Aufstandes verarbeitete Paul Hindemith Anfang des 20. Jahrhunderts in seiner Oper Mathis der Maler, in der auch die Person des Silvester eine Rolle spielt, wenn auch nicht immer den historischen Begebenheiten folgend.
Am Ende des Bauernkrieges gehörte Silvester zu einer Kommission, die der Bischof einsetzte, um seine Gefolgsleute in der Ritterschaft für die entstandenen Zerstörungen an ihren Besitzungen zu entschädigen. 1526 war Silvester wieder Amtmann von Münnerstadt und zudem von Burglauer. Dieses Amt bekleidete er bis zu seinem Tod.
Im fortgeschrittenen Alter muss Silvester auch vermögend gewesen sein, denn er war Gläubiger der Markgrafen Kasimir und Georg, des Grafen Wilhelm von Henneberg und des Würzburger Bischofs. Dieser verpfändete an ihn als Amtmann diverse Rechte und Abgaben in Münnerstadt, die ihn zu einer höchst einflussreichen Person vor Ort machten. Zusammen mit seinem Sohn Ambros war er 1529 Kriegsteilnehmer gegen die Türken bei deren Belagerung von Wien. Er starb 1534 und erreichte das hohe Alter von über 60 Jahren.

## Epitaphen

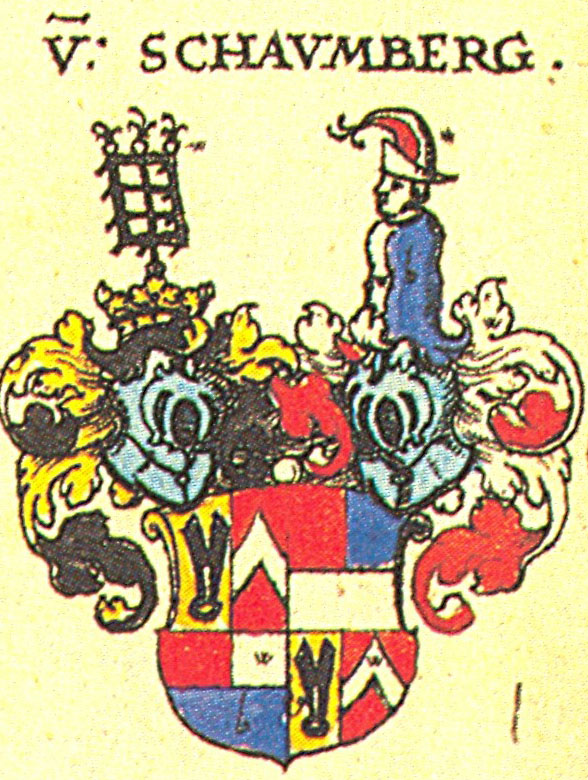
Gemehrtes Familienwappen derer von Schaumberg

Die Epitaphen von Silvester, seiner Frau Cecilia und des Sohnes Karl befinden sich in der Kirche St. Maria Magdalena in Münnerstadt.
Das Grabmal Silvesters zeigt ihn in Ritterrüstung, dem sogenannten Mailänder Harnisch, eingerahmt von Säulen und einer halbkreisförmigen Bedachung der Frührenaissance. Über ihm sind das gemehrte Schaumberger Wappen und die Ahnenwappen Schaumberg, Gotsmann, Stiebar und Waldenfels angebracht. Die Figur ist sehr detailreich und plastisch gearbeitet. Sie ist mit Schwert und einem Speer bewaffnet, an dem ein farbiger Wimpel weht. Der Helm in Burgunder Form trägt Federschmuck an der Spitze, die Schuhe sind Bärenklauen. Um den Hals trägt sie eine schwere goldene Kette.
Cecilia trägt als vornehme Patrizierin Ober- und Unterkleid, darüber eine Schaube. In den gefalteten Händen hält sie einen Rosenkranz. Ihr Kopf ist durch eine Haube und eine Rise bis auf Augen und Nase verhüllt. Neben dem Schaumberger Wappen gibt es als Hinweise auf ihre Herkunft die Wappen derer von Sparneck, Seckendorff, Vestenberg und der Schenk von Geyern. Das Grabmal ist ein frühes Werk von Bernhard Friedrich.